# 茶田镇
茶田镇，是中华人民共和国湖南省湘西土家族苗族自治州凤凰县下辖的一个乡镇级行政单位。

## 行政区划
茶田镇下辖以下地区：
茶田社区、汞矿社区、茶田村、瓦坪村、砂罗村、芭蕉村、江寨村、禾穗村、塘坳村、和平村、都首村和都桐村。